# Melvyn Goldstein
Melvyn C. Goldstein (New York, 8 februari 1938) is een Amerikaans antropoloog en tibetoloog.
Goldstein studeerde in 1960 af op geschiedenis aan de Universiteit van Michigan in Ann Arbor en behaalde zijn doctoraat in antropologie aan de Universiteit van Washington in Seattle. Van 1968 tot 1990 maakte hij carrière in de antropologie aan de Case Western Reserve University in Cleveland en werd uiteindelijk codirecteur aan het Center for Research on Tibet en professor Internationale Gezondheid aan de School of Medicine.
Goldstein richt zich in zijn studie vooral op de Tibetaanse maatschappij, geschiedenis, demografie, polyandrie, ontwikkelings- en culturele ecologie, economische veranderingen, de hedendaagse politiek in Tibet en interculturele gerontologie.